# Organizacja Republik Europejskich
Organizacja Republik Europejskich – organizacja międzynarodowa, której koncepcję przedstawił w połowie XVIII wieku Stanisław Leszczyński w dziele Memoriał o umocnieniu powszechnego pokoju (fr. Mémorial de l'affermissement de la paix générale datowany na rok 1748). Za podstawowe założenie przyjął teorię, iż źródłem konfliktów zbrojnych są imperialne dążenia mocarstw. Ponadto uważał, że stabilność polityczna Europy opiera się na równowadze sił, był więc bliski późniejszej myśli realistycznej.
Do Organizacji miały należeć wyłącznie państwa republikańskie (miały to być Wielka Brytania, Holandia, Szwajcaria, Wenecja, Genua, Szwecja oraz Rzeczpospolita Obojga Narodów). Wyjątek Leszczyński czynił dla Francji, której król miał też sprawować opiekę nad całą Organizacją, co jednak nie przekreślało zasady suwerennej równości członków.
Podobne idee głosił pół wieku później Immanuel Kant (Projekt wiecznego pokoju 1795) a za pierwszą próbę ich realizacji można uznać pakt Ligi Narodów (1919).